# Belton (Missouri)
Belton é uma cidade localizada no estado americano de Missouri, no Condado de Cass.

## Demografia
Segundo o censo americano de 2000, a sua população era de 21.730 habitantes. 
Em 2006, foi estimada uma população de 24.124, um aumento de 2394 (11.0%).

## Geografia
De acordo com o United States Census Bureau tem uma área de 
34,8 km², dos quais 34,7 km² cobertos por terra e 0,1 km² cobertos por água.

## Localidades na vizinhança
O diagrama seguinte representa as localidades num raio de 16 km ao redor de Belton. 